# 易北河畔霍恩斯托夫
易北河畔霍恩斯托夫，通称霍恩斯托夫，是德国下萨克森州的一个市镇。总面积10.22平方公里，总人口2450人，其中男性1233人，女性1217人（2011年12月31日），人口密度240人/平方公里。